# Хаберсти
Ха́берсти (нем. Habers), также мы́за Ха́аберсти (эст. Haabersti mõis) — городская мыза, находившаяся в Эстонии и принадлежавшая на протяжении многих веков городу Таллину. Мыза находилась на территории, занимаемой сейчас таллинским районом Хааберсти, у главного входа в зоопарк по обеим сторонам Палдиского шоссе.
Согласно историческому административному делению мыза относилась к приходу Кейла.

## История мызы
Считается, что мыза была основана в конце XVI века. В письменном источнике 1688 года она упоминается как Godzet Habers, в 1836 году — как нем. Stadtgut Habers. 
Мызе принадлежали деревни Висмейстри, Йыэкюла, Ярвакюла, Кадака, Какумяэ, Ыйсмяэ, Мустйыэ и Пикалийва. Почти все эти деревни на сегодняшний день являются микрорайонами города Таллина.
На военно-топографических картах Российской империи (1846–1863 годы), в состав которой входила Эстляндская губерния, мыза обозначена как мз. Хаберсти.
До 1817 года мыза административно принадлежала ревельской полиции. После отмены крепостного права, в 1817 году, опасаясь, что крестьяне заселят город, ревельский магистрат обратился к губернатору Эстонии с просьбой считать земли мызы Хаберсти территорией Кегельского прихода, а саму мызу оставить в юрисдикции города, что и было сделано 20 марта 1817 года.
В 1920-х годах на землях мызы возникло одноимённое поселение, позже ставшее деревней, которая в 1946 году была объединена с Таллином.

## Мызный комплекс
Главное здание мызы было простым по форме, из плитняка с полускатной крышей, построенным, видимо, во второй половине XIX века. Руины главного здания и других построек просуществовали на северной стороне шоссе до осени 2001 года, когда они были разрушены, чтобы не мешать новому строительству. От мызного комплекса на сегодняшний день осталось лишь несколько парковых деревьев.